# Augusta van Hessen-Homburg

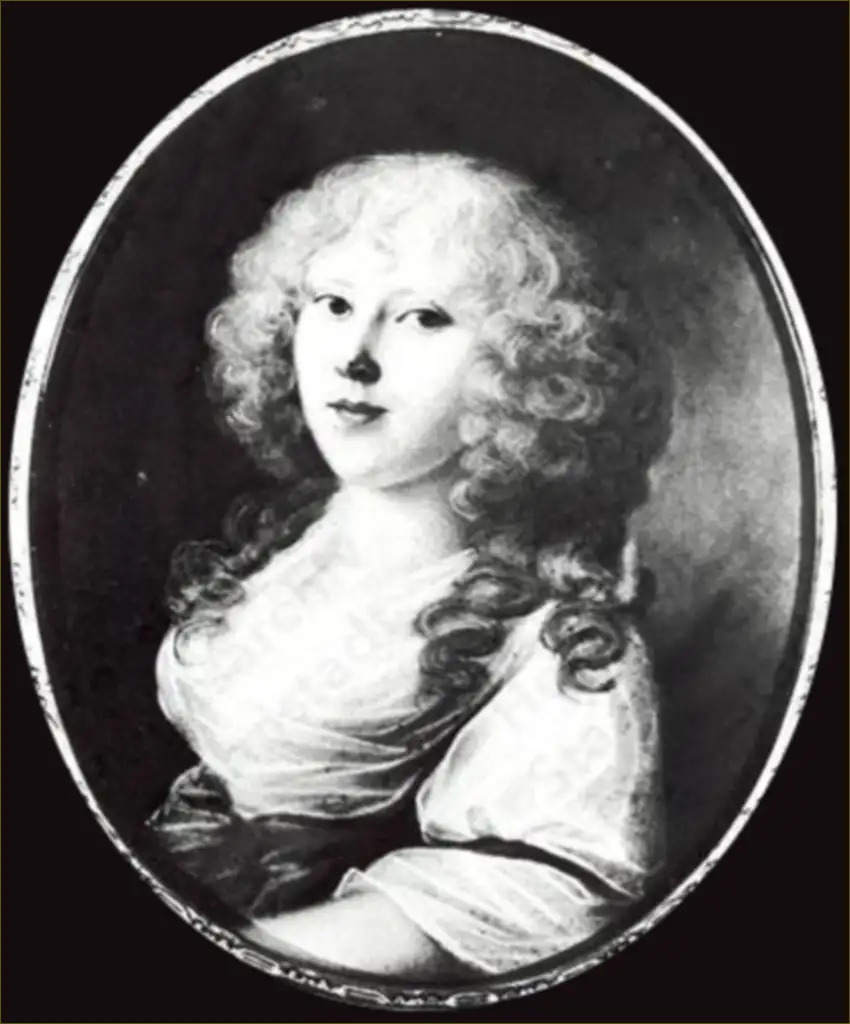
Augusta van Hessen-Homburg

Augusta Frederika van Hessen-Homburg (Homburg vor der Höhe, 28 november 1776 - Ludwigslust, 1 april 1871) was een prinses van 
Hessen-Homburg.
Zij was het zevende kind en de vierde dochter van landgraaf Frederik V van Hessen-Homburg en Caroline van Hessen-Darmstadt.
Augusta zorgde lange tijd voor haar zieke vader alvorens in 1818 te trouwen met Frederik Lodewijk van Mecklenburg-Schwerin. Deze was al eerder getrouwd geweest met Helena Paulowna van Rusland (1784-1803) en met Caroline van Saksen-Weimar-Eisenach en had al vijf kinderen, van wie er een al overleden was. Het huwelijk was van korte duur, want één jaar later overleed haar echtgenoot, zonder haar kinderen te hebben nagelaten. 